# Libération de la Corse
Libération de la France,
Seconde Guerre mondiale
Batailles
2e campagne de France
- Corse
- Limousin
- Ain et Haut-Jura
- Les Glières
- Ascq
- Division Brehmer
- Mont Mouchet
- Opérations SAS en Bretagne
- Bataille de Normandie
- Guéret
- Brigade Jesser
- Cornil
- 1er Tulle
- 2e Tulle
- Argenton-sur-Creuse
- Oradour-sur-Glane
- 1er Ussel
- Saint-Marcel
- Saffré
- Mont Gargan
- Vercors
- Penguerec
- Lioran
- Égletons
- 2e Ussel
- Débarquement de Provence
- Port-Cros
- La Ciotat
- Toulon
- Martigues
- Marseille
- Nice
- Rennes
- Saint-Malo
- Brest
- Paris
- Mont-de-Marsan
- Montélimar
- Maillé
- Écueillé
- La Saulx
- Meximieux
- Nancy
- Colonne Elster
- Dunkerque
- Arracourt
- Saint-Nazaire
- Lorient
- Metz
- Royan et de la pointe de Grave
- Campagne de Lorraine
- Colmar

Front d'Europe de l'Ouest
Front d'Europe de l'Est
Campagnes d'Afrique, du Moyen-Orient et de Méditerranée
Bataille de l'Atlantique
Guerre du Pacifique
Guerre sino-japonaise
La libération de la Corse occupée est une opération militaire effectuée du 9 septembre au 4 octobre 1943 par les actions conjuguées des patriotes corses, d'une partie des forces italiennes d'occupation et de l'Armée française de la Libération contre les forces armées allemandes durant la Seconde Guerre mondiale.

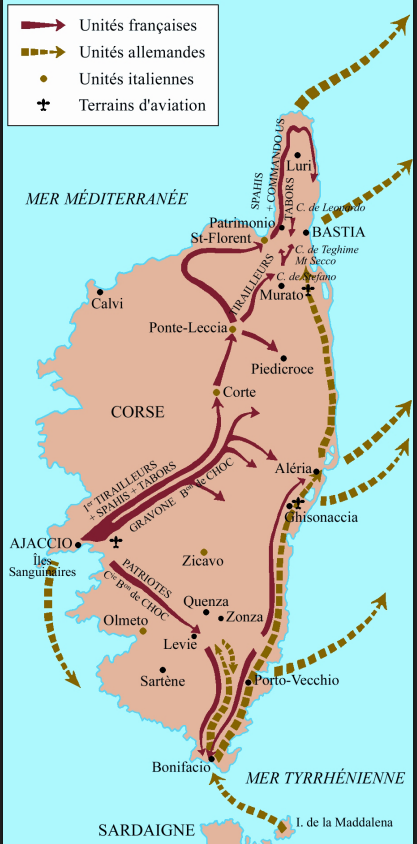

Le soutien des alliés (nom de code : opération Vésuve) est du à l'initiative du général Henri Giraud, alors coprésident du CFLN, contre l'avis du général de Gaulle, lui aussi coprésident du CFLN, qui trouvait l'opération risquée et voulait attendre un accord et une aide substantielle des Alliés.
Le 8 septembre 1943, la diffusion de la nouvelle de l’armistice italien déclenche l’insurrection des patriotes en Corse, à l’instigation du Front national.
Le 9 septembre 1943 est proclamé le ralliement de la Résistance corse à la France combattante de De Gaulle. Le 9 septembre Italiens et Allemands combattent à Bastia
C’est un acte de désobéissance vis-à-vis des états-majors, mais les résistants ne peuvent rester sans secours. À Alger, le général Giraud organise l’opération Vésuve. Le sous-marin Casabianca, qui a dans la clandestinité réussi plusieurs missions de transport d’armes et d’agents de renseignement dans l’île, transporte 109 hommes de la troisième compagnie du 1er choc du commandant Fernand Gambiez. Ils accostent le 13 septembre 1943 à 1 h 15, 24 heures avant les contre-torpilleurs français Fantasque et Terrible.
Les opérations ont été faites par une partie de l'Armée française de la Libération, avec la participation des Résistants Corses organisés par le Front National de Lutte et la complicité d'une partie des Forces armées italiennes d'occupation,.
La Corse devient alors une base d'aviation pour les Alliés, facilitant la libération de l’Italie commencée quelques mois auparavant et devant s'intensifier. Cette opération qui est le premier acte de la Libération de la France, met ainsi fin à quasiment une année d'occupation de l'île par les forces de l'Axe.

## Contexte historique
La zone libre fut envahie le 11 novembre 1942 (opération Anton) par les Allemands et les Italiens à la suite du débarquement allié en Afrique du Nord le 8. Les Italiens occupèrent alors, à l'exception des départements du Rhône et des Bouches-du-Rhône, l'Est du Rhône ainsi que la Corse, violant l'accord passé avec le maréchal Pétain lors de l'armistice du 24 juin 1940.
Les prémices de cette libération remontent au mois de décembre 1942. À cette époque, les Alliés étaient fermement installés en Afrique du Nord. Le général Giraud choisit donc d'envoyer en Corse une première mission dirigée par le commandant De Saule. Cette action de reconnaissance prit fin en avril 1943. À ce moment, le commandant Paulin Colonna d'Istria débarqua à son tour dans l'île pour unifier la Résistance et préparer le débarquement allié. À partir du 1er avril 1943, les Corses prirent donc leur destin en main. Et au 13 mai 1943, toute l'Afrique Française du Nord était libérée après la victoire des Alliés Américains, Anglais et Français, en Tunisie.
Près de 85 000 soldats des forces armées italiennes occupaient l'île. L'armée de Vichy, bien que plutôt hostile aux Italiens, n'avait pas la possibilité de contester cette occupation sous peine de rompre l'armistice.
Les résistants corses organisés par cantons par le Front National de Libération de la Corse en liaison avec Alger préparèrent la libération par la réception des armes parachutées par les alliés ou débarquées par des sous marins.
Les résistants corses furent durement réprimée par l'OVRA, la police politique fasciste italienne, et par les chemises noires.
31 patriotes ont été tués sur le sol corse dont 9 venus d"Alger en mission. D'autres furent arrêtés et déportés en Italie. Trois patriotes furent exécutés le 30 août à Bastia par le tribunal de guerre fasciste.
Après le débarquement allié en Italie, l'Italie signa un armistice le 3 septembre 1943, alors que Benito Mussolini avait été arrêté le 25 juillet et que le roi Victor-Emmanuel III avait repris le pouvoir. L'Italie passa dès lors dans le camp des Alliés. Le général Magli commandant les 80 000 hommes des troupes d'occupation italiennes en Corse ordonna à ses troupes de considérer les Allemands comme des ennemis.
Les Allemands occupaient principalement le Sud de l'île et tentaient de désarmer les unités italiennes. La Corse relevait d'une importance stratégique, servant de base aérienne et maritime pour les opérations de l'Axe en Méditerranée, notamment pour évacuer leurs troupes d'Europe du Sud. La Sardaigne fut évacuée à l'été 1943 par les Allemands en raison des bombardements alliés incessants sur l'île. Dès lors, les Français libres pouvaient concentrer leurs efforts sur la libération de la Corse.
Le soir du 8 septembre 1943, les radios alliées annoncent un armistice entre l'Italie et les Anglo-Américains. Il est tenu secret depuis sa signature à Cassibile, en Sicile, cinq jours plus tôt, l'Italie craignant avec raison que cette annonce n'accélère le flux des troupes allemandes qui pénètrent sur son territoire depuis août.
En Corse, que les Italiens occupent depuis le 11 novembre 1942, un ordre d'insurrection est lancé à la population. Il est signé par le comité départemental du Front national, mouvement de résistance initié par les communistes en 1941. Sa décision n'est pas improvisée. Le Comité départemental du Front National en corse, qui a réussi à unifier la résistance régionale dans le courant de 1943, sait pouvoir disposer d'environ 12 000 hommes armés prêts à combattre sans attendre un débarquement. Un combat dirigé contre les Allemands puisque l'Italie a capitulé.
Le 9 septembre un appel à l'insurrection armée a été lancé par le Front National, cet appel est suivi à Ajaccio et Bastia et du 9 au 13 septembre 1943, les patriotes insurgés se livrent à des actions de guérilla contre des dépôts allemands d'armes, de carburant, de munitions (à Champlan, à Quenza).

## Ordre de bataille

### France
- FFI de 10 000 à 15 000 résistants armés, organisés par le Comité Départemental du Front National de Lutte et commandés par Paulin Colonna d'Istria
- Armée régulière : environ 10 000 hommes dirigés par le général Henry Martin, commandant interarmées et interalliés en Corse :
  - 1er bataillon de choc : chef de bataillon Fernand Gambiez 
  - Unités de la 4e division marocaine de montagne (4e DMM) : général Louchet :
    - 1er régiment de tirailleurs marocains (1er RTM) : colonel Jean Jacques de Butler
    - Deux escadrons du 4e régiment de spahis marocains (4e RSM) : 1er escadron de chars légers (capitaine Leroux) et 2e escadron de reconnaissance (capitaine d'Almont)
    - IIIe groupe du 69e régiment d'artillerie de montagne : chef d'escadron Duvoisin

  - 2e groupe de tabors marocains (2e GTM) : colonel Boyer de Latour
  - Navires de guerre : croiseur Jeanne d'Arc, contre-torpilleur Le Fantasque, contre-torpilleur Le Terrible, torpilleur Alcyon, torpilleur Fortuné, torpilleur Tempête, sous-marin Casabianca

### Italie
- Une partie (divisions Friuli et Cremona des généraux de Lorenzis et Pedrotti) des 80 000 hommes des troupes d'occupation du général Giovanni Magli. Ces unités furent mises directement sous les ordres du général Louchet, commandant la 4e DMM, par le commandement italien.

### Allemagne
- Entre 10 000 et 32 000 hommes : Generalleutnant Frido von Senger und Etterlin :
  - 90e Panzergrenadier Division : Generalleutnant Carl-Hans Lungershausen (it)
  - Sturmbrigade « Reichsführer-SS » : SS-Obersturmbannführer Karl Gesele (cs)

## Déroulement de l'opération

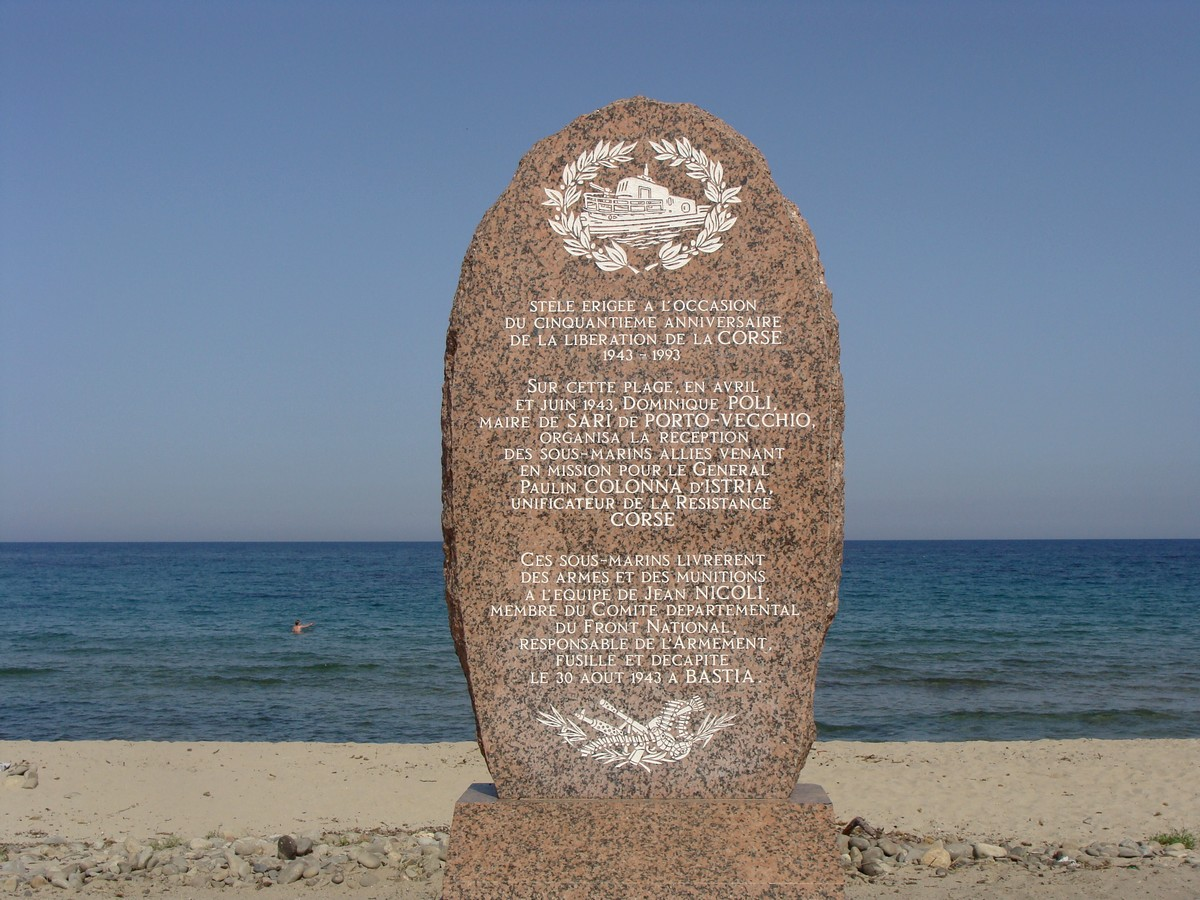
Stèle érigée à l'occasion du de la libération de la Corse en 1993, sur la plage de Solaro (plaine orientale).

Après l'annonce de l’armistice, le 8 septembre, le général Magli reçoit le commandant français libre Colonna d'Istria pour se mettre d'accord sur des plans opérationnels communs. Le Comité de libération occupe la préfecture d'Ajaccio et contraint le préfet de Vichy à signer le ralliement de la Corse au Comité français de la Libération nationale, le CFLN.
À Bastia, les Italiens ouvrent le feu contre des avions et des navires allemands. Le 9 septembre 1943, se déroule la bataille navale de Pietracorbara, dans le port de Bastia, le destroyer Aliseo, sous le commandement du capitaine Carlo Fecia di Cossato (it), avec la corvette Cormorano, réussit dans une action héroïque à couler sept navires allemands, en endommageant trois autres,.
Lors de l’insurrection, le 9 septembre, avec le comité d’arrondissement du Front national, Simon Vinciguerra prend le contrôle de la sous-préfecture de Bastia, avant que les Allemands n'occupent la ville en lieu et place des Italiens.
Le village de Levie Alta Rocca se lève face aux soldats de la division SS Reichsführer. Dès le 9 septembre 1943, les résistants corses et les soldats italiens attaquent les troupes allemandes qui avaient commencé leur mouvement en direction du sud. Pendant plus de dix jours, ces derniers mènent une lutte sans merci. Malgré les contre-attaques, l'exécution de deux résistants  et l'ultimatum allemand menaçant de raser le village, les insulaires se maintiennent sur le terrain au prix de dix morts et plus de dix blessés avant l'arrivée des Forces françaises libres. Grâce aux habiles dispositions prises, au calme de ses chefs et au courage de tous, les Allemands rebroussent chemin, laissant plus de 200 morts, environ 400 blessés, 20 prisonniers, plus de 30 véhicules blindés, des armes, des munitions et des vivres. Cet acte lui vaut d'être honoré par l'attribution de la croix de guerre avec palme et une citation à l'ordre de l'armée. 
À partir du 11, le général Giraud, ayant nommé le général Henry Martin commandant interarmées et interalliés avec pour mission de libérer la Corse, envoie de son propre chef 109 hommes du 1er bataillon parachutiste de choc sous les ordres de Gambiez à bord du sous-marin Casabianca commandé par le capitaine de frégate Jean L'Herminier. Le Casabianca arrive à 1 h le 13 aux abords d'Ajaccio et débarque de nuit les soldats dans le port.
Dès le lendemain, dans la nuit du 13 au 14, et jusqu'à la fin septembre, l'acheminement massif de matériels et de troupes entre Alger et Ajaccio, reposant sur plusieurs milliers de goumiers et tirailleurs marocains, est effectué par la 10e division de croiseurs légers, avec Le Fantasque et Le Terrible, commandée par le capitaine de vaisseau Perzo, avec la contribution occasionnelle des croiseurs Jeanne d'Arc et Montcalm et des torpilleurs Alcyon et Tempête. Le colonel Deleuze délégué de l'état-major du 1er corps d'armée débarque aussi dans la nuit. Le général Giraud en informe le CFLN qui lui reproche le noyautage de l'île par les communistes du mouvement Front national. Le général Giraud paiera de la perte de la coprésidence du CFLN le fait d'avoir mené cette opération de sa seule initiative, sans en avoir informé au préalable le CFLN dont il faisait partie, bien que celui-ci le félicite pour sa réussite et lui laisse les mains libres pour terminer l'opération.

L'offensive de l'Armée française de la Libération débute le 14, lorsque 6 600 soldats de la 4e division marocaine de montagne sont débarqués à Ajaccio depuis Alger, soutenus par la Royal Air Force et l'United States Army Air Forces afin d'intercepter les unités allemandes en pleine débâcle. L'opération maritime de débarquement, effectuée sous la responsabilité de la 10e D.C.L., permet également de conduire sur l'île, dès le 14 septembre, le nouveau préfet de Corse nommé par le CFLN, Charles Luizet. Parmi les FFL, un marin corse décrit l'opération : 
« 13 septembre 1943 : opération VÉSUVE et NORMAN (débarquement en Corse). Heure H : 0 h 00. Raid à 35 nœuds = Alger-Ajaccio avec 250 hommes du Ier Bataillon de choc (Cdt. Gambiez) et 25 tonnes d'armements divers. Arthur Giovoni (responsable du Front National), mon ex prof. du Lycée de Bastia, embarque à bord. Le « FANTASQUE » embarque aussi 250 hommes ainsi que M. Luizet (ex-préfet de la Corse), le Gl. Mollar dont les deux filles étaient nos amies, gouverneur de la Corse, ainsi que le Lt Cl Deleuze. Départ inoubliable où la foule répondit par des vivats au chœur des Chocs au moment où les navires battirent en arrière. 23h30 : arrivée à Ajaccio sous les acclamations de la foule dans une extraordinaire fantasia d'armes de toutes sortes. »
— Marin Corse, Témoignage
Le 17, le colonel Deleuze rencontre le général italien Magli à Ajaccio puis à Corte afin de coordonner les mouvements des troupes alliées et italiennes. Le 21, Giraud arrive en Corse. Sartène est définitivement libérée le 22. Un bataillon de choc américain de 400 hommes rejoint également les forces françaises.
Le 18, le bataillon de choc se scinde en deux pour venir aider des partisans dans la région de Levie et pour affronter les troupes ennemies près de Porto-Vecchio.
Le 20 et 21, diverses unités débarquent comme le 1er RTM et une partie du 2e GTM pour soutenir les troupes déjà arrivées. Le général Giraud se rend à Ajaccio pour coordonner les futures opérations sur Bastia.
Le 22, le général Louchet installe son PC à Corte. Le bataillon de choc poursuit son avancée.
Le 23, les troupes de choc et les résistants corses atteignent Porto-Vecchio. Les troupes italiennes de la division d'infanterie Friuli joueront un rôle déterminant, avec la participation des troupes coloniales marocaines, en prenant le col de San Stefano le 30 septembre puis le col de Teghime le 3 octobre. Le 23 septembre, Giraud retourne à Alger.
Le 24, une partie du bataillon de choc progresse à l'est de Saint-Florent tandis que des éléments du 2e GTM avancent vers Ponte-Leccia.
Le 29, le 2e GTM et un escadron de char du 4e RSM s'installent à Casta. Casta que rejoint le général Martin dans la nuit.
Durant la nuit séparant le 29 et le 30 septembre, les assauts sur Bastia commencent. L'objectif est d'empêcher les troupes allemandes de s'enfuir en Italie. Les combats commencent avec les 1er et 6e Tabors qui atteignent le col de Saint-Léonard pour ensuite poursuivre vers Patrimonio. En parallèle, une compagnie du bataillon de choc explore le Cap Corse à la recherche de troupes ennemies. Le 1er RTM prend le contrôle du col de San-Stefano. Une nouvelle rencontre est organisée avec le général Magli mais cette fois-ci avec la présence du général Martin et du général Peake alors représentant du commandement en chef des troupes alliés.
Le 1er octobre les assauts se poursuivent. Le 1er RTM atteint le col de San-Antonio. Le Tabor rejoint l'ouest de la cime Orcacio avant de revenir sur Serra-Di-Pigno. Sur le Cap Corse, le bataillon de choc repousse des troupes ennemies vers Porticciolo et Pietracorbara et pacifie la région de Parimonio.
Le 2, le col de Teghime est évacué par les Allemands ainsi que Santa-Severa. Sur le front Sud, les ennemis évacuent la Barchetta. Le 1er Tabor atteint la cime Orcaio et le 1er RTM tient le col de Sant-Antonio. Le général Louchet déplace son PC à Saint-Florent.
Le 3, le 1er RTM prend position à Furiani et des avant-gardes blindés de reconnaissance du 4e RSM atteignent Pino. Les Tabors poussent vers Cadro.
Le 4 octobre 1943, le 73e goum du 6e Tabor entre dans Bastia à 5h45 suivi du bataillon de choc et du 1er RTM puis de l'escadron de reconnaissance du 4e RSM. L'arrière-garde ennemie avait abandonné une importante quantité de matériel en fuyant peu avant l'arrivée des Français. Dès lors, les combats cessent dans l'ensemble de la Corse.

## Conséquences

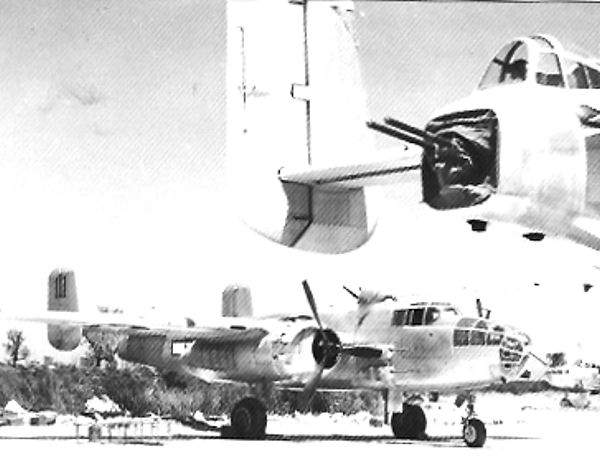
B-25J américain sur la base aérienne de Solenzara en 1944.

Le 5 octobre, la Corse devient le premier département de France métropolitaine libéré après le soulèvement de la population et par l'action conjointe des résistants corses, des Italiens et des éléments de l'Armée d'Afrique  et sans véritable intervention des Anglo-Américains qui continuent leur offensive en Italie au même moment. Les pertes allemandes lors de la libération s'élèvent à environ 700 tués et blessés et 350 capturés. Les Italiens perdent de 600 à 800 soldats et ont 2 000 blessés, dont de nombreux membres de la division Friuli. Les Français subissent 75 tués, 239 blessés et 12 disparus.
Le 8 octobre 1943 à Ajaccio, le général de Gaulle s'exclame : « La Corse a la fortune et l'honneur d'être le premier morceau libéré de la France »,. L'île devient une base de l'United States Army Air Forces et de l'United States Navy pour la poursuite des opérations en Italie puis pour le débarquement de Provence (août 1944) et aura un surnom, l’USS Corsica.
Giraud n'avait pas prévenu le général De Gaulle de l'opération, car il visait une revanche politique sur de Gaulle par une victoire militaire : préparée dès novembre 1942, avec des livraisons d'armes à la Résistance locale dès février 1943, la libération de la Corse avait donné lieu à des contacts entre Giraud et Eisenhower. Giraud avait nommé le 2 avril le capitaine de gendarmerie Paulin Colonna d'Istria coordonnateur militaire des groupes de résistance, particulièrement le Front national d'Arthur Giovoni, dirigé par les communistes. Il prenait contact avec eux aussi en zone Sud. De Gaulle n'est prévenu que lorsque l'opération a été déclenchée par les résistants et Giraud. Il est particulièrement irrité et, dans un entretien orageux, il reproche notamment à Giraud d'avoir laissé le « monopole » aux chefs communistes. Cette erreur permet à de Gaulle de transformer cette victoire militaire en défaite politique pour Giraud. De Gaulle entreprend de retirer à Giraud ce qui lui reste d'autorité au sein du CFLN. Le 25 septembre, une large majorité du CFLN réduit les pouvoirs de Giraud ; ce dernier refuse tout d'abord d'accepter cette décision, puis s'incline au bout d'une semaine, ne conservant le contreseing que pour les ordonnances et les décrets.
En Corse, le Parti communiste tire un prestige considérable de son action dans la résistance. Dès la fin de l'année 1943, il dispose dans l’île d'une influence politique majeure : il contrôle la préfecture et 260 municipalités sur 320. Des militants locaux prennent même l’initiative — unique dans l’histoire du PCF — d’expérimenter la création de kolkhozes ; rapidement, la direction du parti, alors à Moscou et plus soucieuse de reconnaissance officielle que de révolution sociale, enjoint aux cadres nationaux, « au nom de Thorez, de mettre fin à ces déviations gauchistes qui versent de l’eau au moulin de la réaction et des hitlériens ». En 1946, le parti compte près de 10 000 membres, pour un peu plus de 400 sept ans plus tôt. De Gaulle décide alors de reprendre la main et favorise le retour en grâce des anciennes gloires politiques insulaires, dont notamment Paul Giacobbi, qui sera élu premier président du conseil départemental de l'après-guerre.

## Reconnaissance de l'événement
La libération de la Corse est peu connue du grand public, occultée dans la mémoire collective par le débarquement de Provence et surtout par le débarquement de Normandie. Pour cette raison, le député de Corse (2007-2017) Sauveur Gandolfi-Scheit a mené une campagne pour que cet événement soit explicitement mentionné dans les livres d'histoire.
Le 70e anniversaire est commémoré par le président de la République François Hollande en octobre 2013 en présence de soldats marocains ayant permis cette libération, qu'il décore de la Légion d'honneur. Ernest Bonacoscia fut le seul ancien résistant corse présent, et aucun soldat italien ne fut convié à cette commémoration.

## Bilan humain
Au total, l'estimation des victimes de ces combats s'établit ainsi :
- Allemands : environ 1 600 hommes dont 1 000 tués et 400 prisonniers
- Italiens : 245 tués et 557 blessés
- Français : la Résistance enregistre dans ses rangs 160 tués et environ 300 blessés ; les troupes régulières enregistrent 75 tués, 12 disparus et 239 blessés

## Hommages

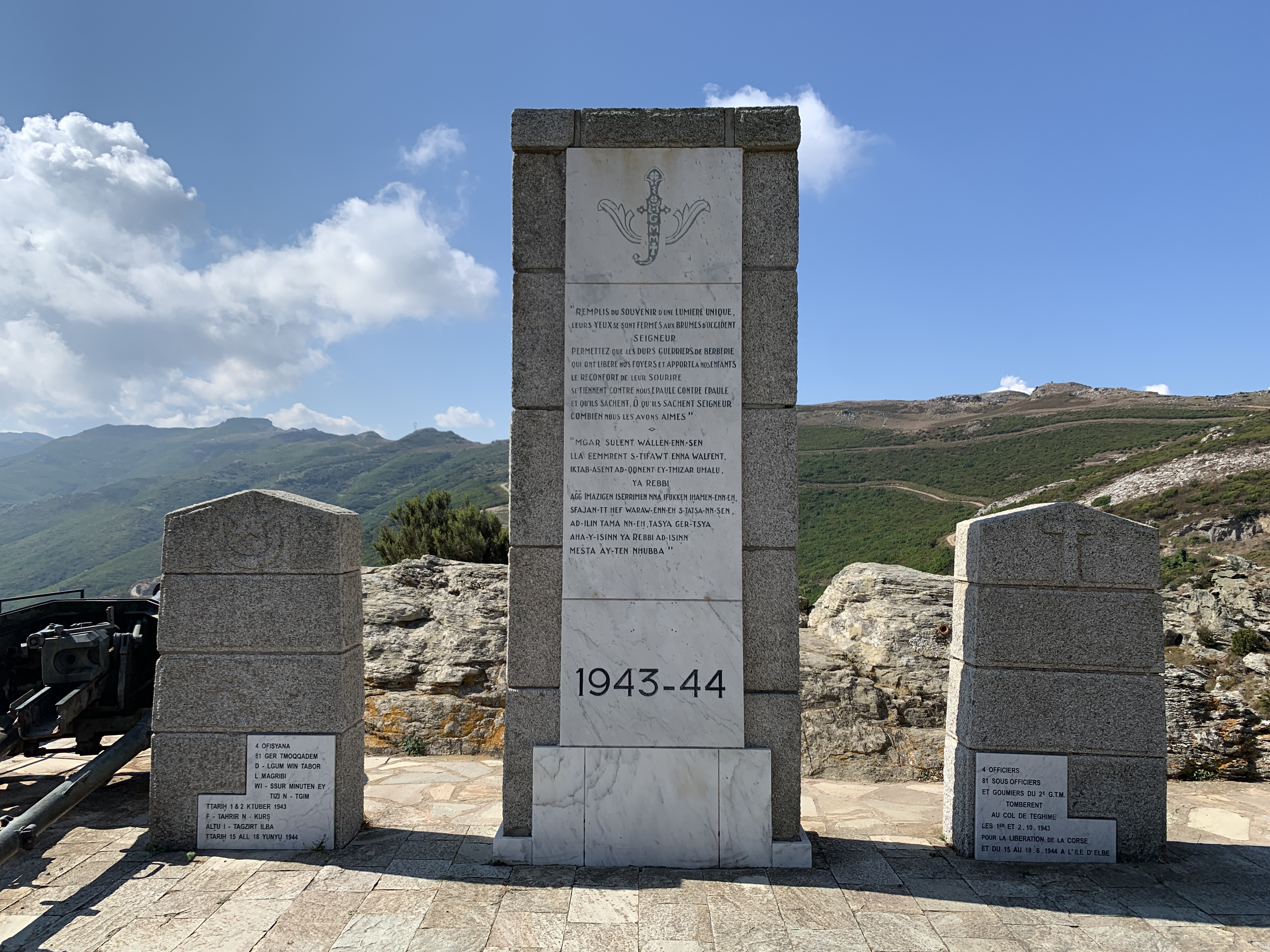
Stèle du col de Teghime rendant hommage aux goumiers marocains du 2e GTM du colonel Pierre Boyer de la Tour dans la bataille du col de Teghime les 1er et 2 octobre 1943.

### Inscriptions de bataille
L'inscription de bataille Corse 1943 est attribuée aux drapeaux des :
- Goumiers marocains
- Bataillon de choc

### Monuments et plaques commémoratives de la libération de la Corse
Un monument situé au col de Teghime rend hommage aux goumiers marocains :
« Remplis du souvenir d'une lumière unique leurs yeux sont fermés aux Brumes d'occident, Seigneur, permettez que les durs guerriers de Berberie qui ont libéré nos foyers et apporté à nos enfants le réconfort de leur sourire se tiennent contre nos épaules et qu'ils sachent, ô qu'ils sachent Seigneur combien nous les avons aimés. »

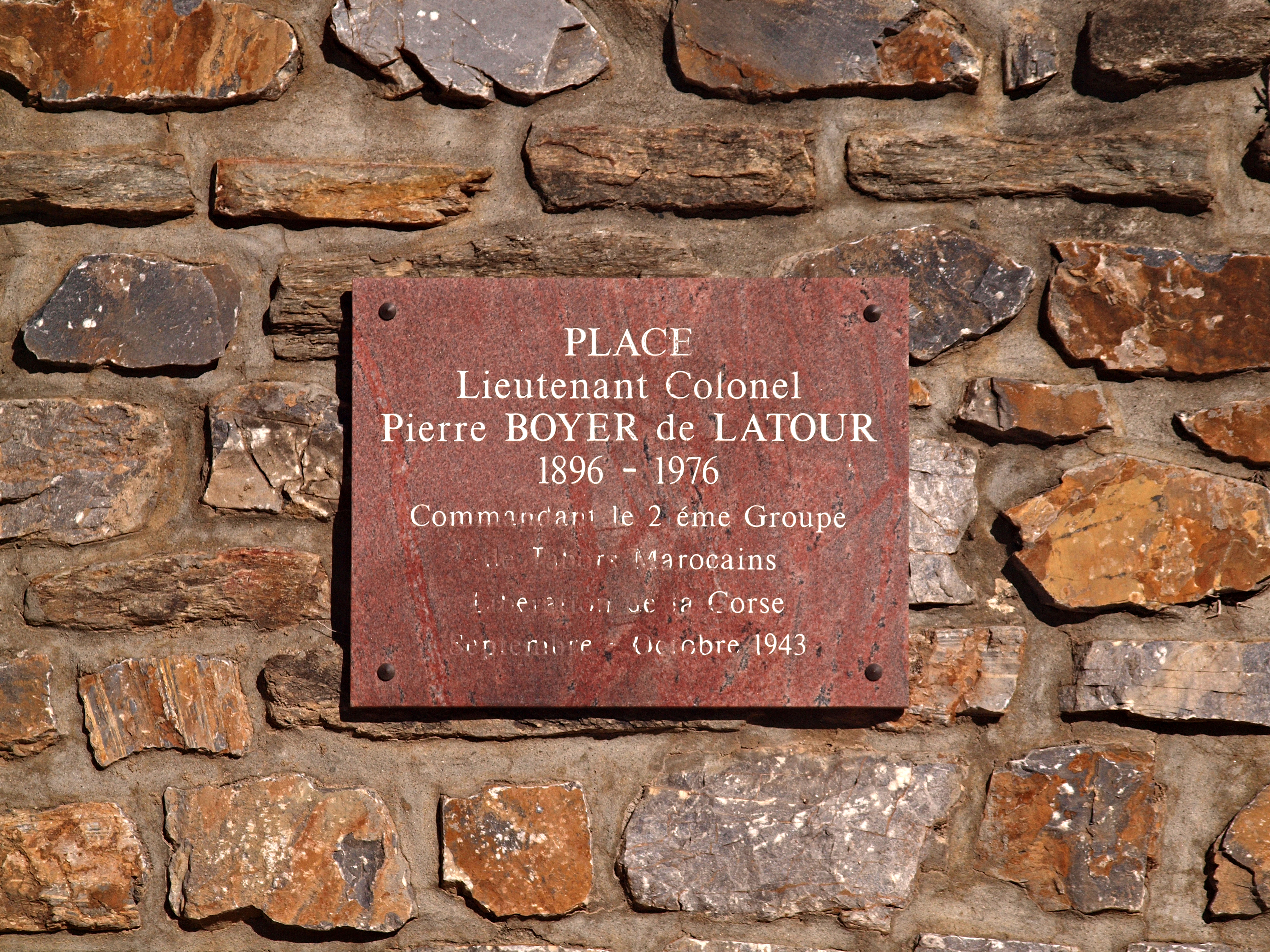
Nom de la place du village de Barbaggio.

La commune de Barbaggio, où s'est déroulée la bataille du col de Teghime opposant le 2e GTM du colonel Boyer de Latour du Moulin à des forces allemandes défendant le passage, l'a honoré en donnant son nom à la place du village.

### Remerciements du général Louchet au général de Lorenzis
« À Monsieur le Général de Lorenzis. Commandant la Division d’Infanterie Friouli. Mon Général, J’ai été très touché par les sincères félicitations que vous avez bien voulu adresser à mes troupes et à moi-même à la suite des opérations qui ont abouti à la reprise de Bastia et à la libération totale de la Corse. J’ai spécialement apprécié le concours efficace qui m’a été apporté sans réserve par les troupes de votre Division, non seulement dans l’organisation des communications et des transports, mais encore dans leur participation directe au combat. Les unités que le Commandement Italien avait tenu à mettre directement sous mes ordres, par un geste auquel j’ai été particulièrement sensible se sont distinguées par leur courage et leur ardeur. Elles ont soutenu une lutte dure, dont témoignaient les pertes subies. L’artillerie divisionnaire et de Corps d’Armée aux ordres du colonel Brunelli, qui a été pour moi un précieux collaborateur, a montré toute sa valeur militaire et technique. Mon infanterie a rendu un hommage unanime à l’action précise et constante des batteries italiennes, qui ont appuyé au plus près nos attaques en dépit de la réaction ennemie. Je suis donc heureux de vous exprimer toute ma reconnaissance pour votre aide entière et généreuse et je vous demande de transmettre également à vos troupes mes remerciements et mes compliments. Veuillez agréer, mon Général, l’assurance de ma haute considération. »
— Le Général Louchet – Commandant l’infanterie de la 4e DMM au général De Lorenzis commandant la division Friuli